# Cratiria exalbida
Cratiria exalbida är en lavart som först beskrevs av August von Krempelhuber och som fick sitt nu gällande namn av Bernhard Marbach 2000. 
Cratiria exalbida ingår i släktet Cratiria och familjen Caliciaceae. Inga underarter finns listade i Catalogue of Life.